# Oscarellidae
Oscarellidae är en familj av svampdjur. Oscarellidae ingår i ordningen Homosclerophorida, klassen horn- och kiselsvampar, fylumet svampdjur och riket djur.
Familjen innehåller bara släktet Oscarella. Oscarellidae och Plakinidae
är enda familjerna i ordningen Homosclerophorida.